# Midori no Mirai
Japonští zelení (japonsky みどりの未来, Midori no Mirai, v překladu též zelená budoucnost) je japonská politická strana prosazující zelenou politiku. Je členem Asijsko-pacifické zelené sítě a Global Greens.
V roce 2007, kdy se ještě jmenovala Japonští zelení (みどりのテーブル|みどりのテーブル, Midori no Tēburu) měla necelých 600 členů. Po volebním úspěchu zeleného aktivisty Ryuhei Kawady ve volbách v roce 2007 se místní politické hnutí Duha a zelení rozhodlo sloučit se s Japonskými zelenými. To se stalo na konci roku 2008. Na podzim 2010 se Kazumi Inamura stala první japonskou zelenou primátorkou (město Amagasaki) a zároveň jednou z prvních žen v tak vysokém úřadu.